# Área de manejo de hábitats y/o especies Esteros y Algarrobales del Río Uruguay
El área de manejo de hábitats y/o especies Esteros y Algarrobales del Río Uruguay es un área de protección ambiental, ubicada en el departamento de Río Negro, Uruguay, y forma parte del Sistema nacional de áreas naturales protegidas de este país (SNAP). Como su nombre lo indica, protege especialmente los humedales de tipo "estero" y los "montes" o bosques de Prosopis llamados popularmente en el Cono Sur "algarrobo".

## Localización
Esta área protegida abarca 1550 hectáreas que se ubican en la margen izquierda del río Uruguay en el departamento de Río Negro, Uruguay, entre las coordenadas 32°51'50.25" y 32°56'10.13" de latitud sur y 58°04'09.29" y 57°59'31.70" de longitud oeste. El área protegida ocupa un 59.7% del padrón rural Nº4958 y un 0.4% del padrón Nº3377.
Se definió además una zona adyacente que abarca 3879 hectáreas, y que corresponde al resto de la extensión de los padrones antes mencionados.

## Características generales
Dentro del área delimitada se pueden diferenciar dos componentes, el primero comprende a un conjunto de elementos bióticos típicos de las ecorregiones del Espinal y el Chaco, que se encuentran distribuidos de forma muy restringida en Uruguay. Esto se manifiesta en los "bosque de algarrobales", que se desarrollan sobre suelos con alto contenido de sodio (blanqueales); estos bosques conforman el hábitat natural de una gran variedad de especies de fauna y flora autóctonas relacionadas con dichas ecorregiones. Por otro lado el área se compone además de una amplia zona de bañados costeros del río Uruguay, bosques de galería, pastizales y matorrales. 
El 41% de los esteros y algarrobales del río Uruguay forma parte del sitio Ramsar "Esteros de Farrapos e Islas del Río Uruguay", y se ubica 4 km al sur del parque nacional Esteros de Farrapos e Islas del Río Uruguay, que también forma parte del SNAP